# Gastrotheca albolineata
Gastrotheca albolineata är en groddjursart som först beskrevs av Lutz 1939.  Gastrotheca albolineata ingår i släktet Gastrotheca och familjen Hemiphractidae. IUCN kategoriserar arten globalt som livskraftig. Inga underarter finns listade i Catalogue of Life.